# Acetónido de fluocinolona
Acetónido de fluocinolona es un corticosteroide potente de grado III, empleado fundamentalmente en dermatología para reducir la inflamación de la piel y reducir el prurito o picor. Es un derivado sintético de hidrocortisona y fue sintetizado por primera vez en 1959 en el departamento de investigación de Syntex Laboratories S.A. de Ciudad de México. El átomo de flúor sustituido en la posición 9 del núcleo esteroide aumenta su actividad. La dosis típica usada en dermatología es 0.01–0.025%.[cita requerida]

## Indicaciones
Se emplea por su acción antiinflamatoria, antipruriginosa y vasoconstrictora, para tratar el prurito (picazón), enrojecimiento o sequedad de la piel y mucosas así como la formación de costras, despellejamiento, inflamación y el malestar asociado a diversas enfermedades de la piel.

No es recomendable en niños ya que sus efectos en la piel pueden causar irritaciones o reacciones adversas.[cita requerida]
Se emplea por sí sola en forma de cremas de uso tópico, y asociada a otros corticoides (betametasona) o antibióticos (neomicina, polimixina).